# Международная евангельская церковь «Воины креста Христова»
Международная евангельская церковь «Воины креста Христова» (исп. Iglesia evangélica internacional Soldados de la Cruz de Cristo) — протестантская пятидесятническая церковь, основанная на Кубе. Церковь также известна под названиями «Воины креста», «Церковь воинов креста» и «гедеоновцы».
Международная штаб-квартира организации расположена в американском городе Майами (штат Флорида). Дочерние церкви открыты в 20 странах Центральной и Южной Америки, а также в Германии и Испании.
Церковь относится к субботствующим пятидесятникам.

## История
Основателем церкви является американский бизнесмен Эрнест Уильям Селлерс (1869—1953), прозванный «папой Иоанном». Находясь на Кубе по делам бизнеса, Селлерс пережил религиозное обращение и стал христианином. В 1927 году он был крещен в водах Мексиканского залива; в том же году первыми членами новой церкви стали ещё три женщины. 25 марта 1930 года правительство Кубы официально зарегистрировало новую церковь. Первоначально церковь называлась Евангельский отряд Гедеона.
Руководителем церкви в сане епископа (с 1947 года — апостола) был Селлерс; в результате его деятельности в стране были открыты десятки церквей.
В 1950 году церковь послала двух своих прихожан на зарубежную миссию — в Мексику и Панаму. После смерти Селлерса (в 1953 году) церковь начала миссионерскую работу ещё в восьми странах Центральной Америки. С 1966 года церковь присутствует в США.
В 1969 году офис церкви переехал из Гаваны в Тампу, а затем — в Майами. В 1974 году, во избежания путаницы с Международной миссией Гедеон (Gideons International), церковь приняла нынешнее название.
В 1980-х годах церковь насчитывала 100 тыс. членов в 20 странах.
Высшим органом управления церкви является Верховный совет епископов, под управлением апостола. С 2008 года апостолом церкви является Мигель Родригес.

## Вероучение и практика
Вероучение Международной евангельской церкви «Воины креста Христова» в целом соответствует богословию большинства пятидесятнических церквей. Церковь верит в триединого Бога и богодухновенность 66 книг Библии. Среди таинств церковь признаёт водное крещение и причастие, которое проводится с омовением ног. Руководство церкви неоднократно заявляло об аполитичности общин.
Отличительной особенностью церковного богословия является соблюдение субботы и ряда других ветхозаветных постановлений. Так, на основании второй заповеди, церковь запрещает любые изображения Божьего творения, в том числе фотографию.
Члены церкви придерживаются строгих правил морали, не носят дорогих украшений, не используют косметику, не посещают увеселительных заведений и т. д.